# Đại Trường Kim
Trường Kim (hay Đại Trường Kim) (tiếng Hàn: 장금/ 長今) hay Jang-geum, là danh hiệu của một người phụ nữ trong thời đại phong kiến Triều Tiên, nổi tiếng với việc là người phụ nữ đầu tiên đứng đầu phủ nội y của nhà Triều Tiên. Bà được đề cập khoảng 7 lần trong cuốn "Sử ký Triều Tiên", mặc dù vậy, thông tin về bà còn mơ hồ và sơ sài. Triều Tiên Trung Tông lấy làm hài lòng với kiến thức y học của Trường Kim và giao phó trách nhiệm chăm sóc sức khỏe của những thành viên trong hoàng tộc. Từ đó về sau, Trường Kim nhậm chức quan tam phẩm trong triều đình, và được cho phép sử dụng từ "Đại" (đọc là "Dae" trong tiếng Triều Tiên) trước tên của mình.
Cho đến ngày nay, các học giả Nam Triều Tiên vẫn đặt nghi vấn liệu Đại Trường Kim là một người thật sự hay chỉ là một cái tên chung đại diện những con người mà gốc gác bị phai nhòa trong lịch sử. Đáng chú ý rằng, kể từ Đại Trường Kim, Triều Tiên chưa có bất kỳ đại nữ quan nội y Hoàng gia hoặc nữ bộ trưởng y tế nào, cho đến tận ngày nay.

## Đề cập

### Sử ký Hoàng gia
Những đề cập đến Đại Trường Kim, với tư cách là một ngự y nữ, đã diễn ra vào những dịp sau:
Từ tháng 3 đến tháng 4 năm 1515, khi ái phi thứ hai của Triều Tiên Trung Tông qua đời vì biến chứng khi sinh nở. Các quan lại trong triều đã thuyết phục vua trừng phạt nghiêm khắc tất cả những ngự y nữ đã điều trị cho ái phi (kể cả Trường Kim) nhưng vua từ chối và nói rằng:
| “                       | Trường Kim có công lớn trong những ca sanh nở an toàn của các ái phi, nhưng đến bây giờ ta vẫn chưa bao giờ ban thưởng cho cô ta vì những việc làm của cô ấy do những vấn đề khác. Bây giờ các ngươi [những quan lại trong triều] đang khuyên ta trừng phạt cô ta vì Vương Hậu đã mất, nhưng ta sẽ không làm như vậy cũng như ta sẽ không ban thưởng cho cô ấy. Như vậy là xứng đáng. | ” |
| — Triều Tiên Trung Tông | |   |

Năm 1524, sử ký đề cập:
| “       | Đại Trường Kim giỏi hơn bất kỳ nữ ngự y nào trong cung. Vì vậy, cô ta được phép chăm sóc Vương Thượng | ” |
| — Sử ký | |   |

Năm 1533, sử ký ghi lại lời vua nhận xét về sức khỏe của mình:
| “                       | Ta đã hồi phục khỏi căn bệnh dai dẳng nhiều tháng. Các ngự y và dược sĩ trong cung đều xứng đáng được khen ngợi... Trường Kim và Giới Kim (Kye-geum), hai nữ ngự y này cũng sẽ được ban thưởng mỗi người 15 túi gạo, 15 bao đậu, và 10 bộ quần áo. | ” |
| — Triều Tiên Trung Tông | |   |

Ngày 19 tháng 1, năm 1544, khi sử ký ghi lại sắc lệnh do vua ban:
| “                       | Ta vẫn chưa thi hành trách nhiệm của mình trong một thời gian dài kể từ khi ta bị nhiễm lạnh. Một vài ngày trước, ta đã tham dự một buổi hội nghị hàn lâm (để bàn luận về Triết học), nhưng tiết trời lạnh đã làm sức khỏe của ta trở nên xấu hơn. Ta đã bảo Phác Thế Cử (Bak Se-geo) và Hồng Trầm (Hong Chim), các quan ngự y trong triều, và nữ ngự y đứng đầu Đại Trường Kim thảo luận về đơn thuốc. Hãy thông báo cho đại quan phủ nội y biết điều đó. | ” |
| — Triều Tiên Trung Tông | |   |

Ngày 9 tháng 2, năm 1544, khi sử ký ghi lại rằng vua đã khen thưởng Đại Trường Kim vì ngài đã khỏi bệnh nhiễm lạnh.
Ngày 25 tháng 10, 1544, khi sử ký ghi lại một đoạn đối thoại giữa một đại quan trong triều và Trường Kim về sức khỏe của Quốc Vương đang xấu đi nhanh chóng. Trường Kim được coi như là người đã nói những lời sau:
| “       | Ngài [nhà vua] đã ngủ vào nửa đêm hôm qua, và hôm nay cũng đã ngủ được một lúc vào lúc bình minh. Ngài vừa mới tiểu tiện, nhưng đã mắc chứng táo bón hơn 3 ngày. | ” |
| — Sử ký | |   |

Ngày 26 tháng 10, 1544, khi sử ký ghi lại lời vua:
| “                       | Ta vẫn mắc chứng táo bón. Đơn thuốc vẫn còn đang được thảo luận. Ngự y nữ Đại Trường Kim biết rõ tất cả về tình trạng của ta." Sau này, Trường Kim đã giải thích phương thuốc của bà dựa trên các triệu chứng của vua cho các quan. | ” |
| — Triều Tiên Trung Tông | |   |

Ngày 29 tháng 10, 1544, khi sử ký ghi lại rằng vua đã hồi phục và ban cho tất cả các ngự y một ngày nghỉ. (Thực ra Quốc Vuơng băng hà 17 ngày sau, vào ngày 15 tháng 11,  1544.)
Thời điểm ngày 29 tháng 10, 1544 là thời điểm cuối cùng ghi lại tên Đại Trường Kim.

### Sử ký y học khác
Đại Trường Kim cũng được đề cập trong cuốn Nhật ký của quan nội y viện nhà Lý (tên gọi khác của nhà Triều Tiên). Những dòng sau liên quan đến gốc gác và thành tích của Trường Kim được ghi lại trong sử ký y học.
| “                         | Nữ đại quan ngự y Trường Kim, gốc gác không rõ ràng, đã nhận quyền được gọi là 'Đại Trường Kim' theo chỉ dụ ban ra của vị vua Trung Tông, đời thứ 11, trong năm ngự trị thứ 18 của ngài. Tại thời điểm đó, không có tiền lệ nào cho phép một nữ ngự y được điều trị cho Quốc Vương, nhưng Quốc Vương trị vì đã tin tưởng vào phương pháp điều trị bệnh bằng ẩm thực của Trường Kim. Trường Kim, với sự cho phép được quyền sử dụng danh xưng 'Đại' trong tên của bà, là một người phụ nữ đáng ca ngợi mà tên tuổi sẽ được ghi vào sử sách. | ” |
| — Nhật ký Quan nội y viện | |   |

## Trong văn hóa
Cuộc đời Trường Kim được phác họa trong bộ phim Nàng Dae Jang Geum (ở Việt Nam ghi là Nàng Đê Chang Kưm). Trong bộ phim này, tên của Trường Kim là Từ Trường Kim (Seo Jang Geum). Vai chính được thể hiện bởi diễn viên Lee Young Ae. Phim được giới phê bình đánh giá cao và thành công ngoài sức tưởng tượng ở nhiều nước châu Á. Tuy vậy, hình ảnh Từ Trường Kim trong phim này được coi là hình ảnh tiểu thuyết hóa vì trong phim Trường Kim được miêu tả như là từ một nữ đầu bếp chính trong cung trở thành một ngự y nữ. Nguyên nhân chính là do còn nhiều chi tiết mơ hồ về cuộc đời Đại Trường Kim.